# Khalid Abdel Rahman
Khalid Abdel Rahman (ur. 16 stycznia 1968 roku) – sudański sędzia piłkarski. Sędzia międzynarodowy od 2001 roku, pomimo tak długiego stażu sędziował tylko jeden mecz w Afrykańskim Pucharze Konfederacji oraz kwalifikacje do Pucharu Narodów Afryki w 2008 roku. W 2010 roku pojechał do Angoli na Puchar Narodów Afryki.